# Iryna Husiak
Iryna Stepaniwna Husiak (ukr. Ірина Степанівна Гусяк; ur. 30 kwietnia 1990) – ukraińska zapaśniczka startująca w stylu wolnym. Piąta na mistrzostwach świata w 2013. Złota medalistka mistrzostw Europy w 2019 i brązowa w 2013. Wicemistrzyni uniwersjady w 2013. Uniwersytecka mistrzyni świata w 2012. Szósta w Pucharze Świata w 2010 i 2012. Wicemistrzyni świata juniorów w 2009 i trzecia na ME w 2010 roku.